# 長崎県道47号雲仙西有家線
長崎県道47号雲仙西有家線（ながさきけんどう47ごう うんぜんにしありえせん）は、長崎県雲仙市から南島原市に至る県道（主要地方道）である。

## 概要
雲仙市小浜町木場から有明海を臨みながら南島原市西有家町須川に至る。

### 路線データ
- 起点：雲仙市小浜町木場（国道389号交点）
- 終点：南島原市西有家町須川（須川交差点、国道251号交点）
- 総延長：8.5 km

## 歴史
- 1993年（平成5年）5月11日 - 建設省から、県道雲仙西有家線が雲仙西有家線として主要地方道に指定される[1]。

## 地理

### 通過する自治体
- 雲仙市
- 南島原市

### 交差する道路
| 交差する道路                          | 市町村名 | 交差する場所 | 交差する場所      |
| ------------------------------------- | -------- | ------------ | ----------------- |
| 国道389号                             | 雲仙市   | 小浜町木場   | 起点              |
| 長崎県道217号矢次南有馬線             | 南島原市 | 北有馬町丁   |                   |
| 島原半島広域農道 / 雲仙グリーンロード | 南島原市 | 西有家町長野 | [ 注釈 1 ]        |
| 国道251号                             | 南島原市 | 西有家町須川 | 須川交差点 / 終点 |

### 沿線
- 西有家長野郵便局
- 戸之隅滝公園
- 長崎県立島原翔南高等学校